# Allopauropus kordylinos
Allopauropus kordylinos är en mångfotingart som beskrevs av Ulf Scheller 1997. Allopauropus kordylinos ingår i släktet småfåfotingar, och familjen fåfotingar. Inga underarter finns listade i Catalogue of Life.